# Oroszlány
Oroszlány – miasto w północnych Węgrzech, w komitacie Komárom-Esztergom, na zachód od Budapesztu, u podnóża gór Vértes. Liczy ponad 20,3 tys. mieszkańców (2010).
W mieście rozwinął się przemysł maszynowy, spożywczy oraz drzewny.